# Antrocephalus anna
Antrocephalus anna is een vliesvleugelig insect uit de familie bronswespen (Chalcididae). De wetenschappelijke naam is voor het eerst geldig gepubliceerd in 1930 door Girault.